# غينيا الجديدة الألمانية

علم غينيا الجديدة الألمانية

تألفت غينيا الجديدة الألمانية (بالألمانية: Deutsch-Neuguinea)‏ من الجزء الشمالي الشرقي من جزيرة غينيا الجديدة وغيرها من الجُزر المحاذية وكانت أول جزء من أجزاء الإمبراطورية الألمانية الاستعمارية. في العام 1884، اعتُبر البر الرئيسي من المنطقة، والمسمى كايزر-فيلهلمزلاند اعتبر محمية ألمانية. أُضيفت مجموعات الجزر الأخرى تباعًا. أُعلنت نيو بوميرانيا، وأرخبيل بسمارك، وجزر سولومون الشمالية محميات ألمانية في العام 1885. اشترت ألمانيا أرخبيل كارولين، وجزيرة بالاو، وجزر الماريانا من إسبانيا في العام 1899؛ ووفقًا لبنود بروتوكول روما بين إسبانيا وألمانيا، اشترت ألمانيا محمية جزر مارشال من إسبانيا في العام 1885 بمبلغ 4.5 مليون دولار؛ وضُمت جزيرة ناورو إلى محمية جزر مارشال في العام 1888.
بعد اندلاع الحرب العالمية الأولى في العام 1914، سقطت منطقة كايزر-فيلهمزلاند والجزر المجاورة لها تحت سيطرة القوات الأسترالية، في حين احتلت اليابان معظم المستعمرات الألمانية الباقية في المحيط الهادي. أصبحت منطقة البر الرئيسي من غينيا الجديدة الألمانية وأرخبيل بسمارك في جزر سولومون الشمالية جزءًا من بابوا غينيا الجديدة. كما أصبحت مجموعة جزر ميكرونيسيا من غينيا الجديدة الألمانية تابعة لولايات ميكرونيسيا المتحدة. جزر مارشال، وناورو، وبالاو هي دول مستقلة الآن.
عند ضمّ الجزرالواقعة شرق كايزر-فيلهلمزلاند، أُعيد تسميتها إلى أرخبيل بسمارك (كانت تُدعى أرخبيل نيو بريتين)، وأُعيد تسمية أكبر جزيرتين إلى «نيو بوميرانيا»، «بريطانيا الجديدة» الحالية، وإلى «نيو ميكلمبورغ»، «أيرلندا الجديدة» حاليًا. بالرغم من ذلك، وبسبب إحاطتهما بالماء، ما تزال هاتان الجزيرتان تحظيان بأكثر المقومات الاقتصادية بقاءً مقارنة بغيرها من المناطق.
باستثناء ساموا الألمانية، شكلت الجزر الألمانية في غرب المحيط الهادي «المحميات الألمانية الاستعمارية في المحيط الهادي». أُديرت هذه المحميات باعتبارها جزءًا من غينيا الجديدة الألمانية وتألفت من جزر سولومون الألمانية (بوكا، بوغاينفيل، وغيرها من الجزر الأصغر حجمًا)، وجزر كارلوين، وبالاو، وجزر الماريانا (ما عدا جزيرة غوام)، وجزر مارشال، وناورو. بلغت المساحة الإجمالية لغينيا الجديدة الألمانية 249.500 كيلومتر مربع (96.300 ميل مربع).

## تاريخ

### الوجود الألماني المبكر في جنوب المحيط الهادي
من المرجح أن أول الألمان الواصلين إلى جنوب المحيط الهادي كانوا بحارة ضمن طاقم سفن شركة الهند الشرقية الهولندية: خلال أول رحلة للملاح آبل تاسمان، كان كابتن سفينة هيمزكريك هو هولمان، المولود في يفير شمال غربي ألمانيا.
كانت العائلات التجارية ضمن الرابطة الهانزية هي أول من أسس موطئ قدم في جنوب المحيط الهادي: أسست شركة يوناهان سيزار غوديفروي وابنه من مدينة هامبورغ مقرًا رئيسيًا لها في ساموا ابتداءً من العام 1857، وأدارت شبكة عملياتها التجارية في جنوب المحيط الهادي عبر المحطات التجارية التي هيمنت بشكل خاص على تجارة لب جوز الهند ونقل المهاجرين الألمان إلى عدة مستوطنات في منطقة المحيط الهادي. في العام 1877 أسست شركة أخرى من هامبورغ، شركة هيرنزهايم وروبرتسون مستوطنة ألمانية في جزيرة ماتوبي، في خليج بلانش (في الساحل الشمالي الشرقي لبريطانيا الجديدة) ومنها راحت تتاجر مع بريطانيا الجديدة، وجزر كارولين، وجزر مارشال. بحلول نهاية العام 1875، ذكر تاجر ألماني: «يمكنك أن ترى التجارة الألمانية والسفن الألمانية في كل مكان، إلى حد يكاد يُقصي جميع الدول الأخرى».

### السياسة الاستعمارية الألمانية في عهد المستشار بسمارك
في نهاية السبعينيات وبداية الثمانينيات من القرن التاسع عشر، نظمت أقلية نشطة، تنحدر بصورة رئيسية من خلفية يمينة للحزب الليبرالي القومي والحزب المحافظ الحر، نظمت عدة جماعات كولونيالية في جميع أرجاء ألمانيا لإقناع المستشار بسمارك بتطبيق سياسة استعمارية. كان أهمها الرابطة الكولونيالية في العام 1882 وجمعية الاستعمار الألماني التي تأسست في العام 1884. أظهر بسمارك برودًا فيما يتعلق بالمستعمرات الألمانية في رده الجاف والمقتضب في العام 1888 على التصريحات الداعمة للتوسع والاستعمار والتي أطلقها أويغين فولف، والذي أورده فولف في سيرته الذاتية. بعد استماع بسمارك بكل صبر لفولف الذي طرح خططه والتي شرحها باستخدام عدة خرائط توضيحية، قاطعه بسمارك أخيرًا بقوله:
«أقرّ لك بأن خريطة إفريقيا التي بسطتها جميلة جدًا. ولكن عليك الأخذ بعين الاعتبار أن خريطة إفريقيا هي هنا... في أوروبا. انظر، هذه روسيا، وهذه فرنسا. وها نحن ذا، هنا في الوسط بينهما. هذه هي خريطتي لأفريقيا».
رغم اعتراضاته، فقد كان بسمارك في نهاية المطاف هو المسؤول الأول عن تنظيم عمليات الاستيلاء والسيطرة لما أصبح فيما بعد الإمبراطورية الاستعمارية الألمانية.